# Seiyo
Seiyo (jap. 西予市 Seiyoshi) ist eine Stadt in der Präfektur Ehime an der Nordküste der Insel Shikoku in Japan.

## Geographie
Seiyo liegt südwestlich von Matsuyama und nördlich von Uwajima.

## Geschichte
Seiyo wurde am 1. April 2004 aus der Vereinigung der Gemeinden Akehama (明浜町, -chō), Nomura (野村町, -chō), Shirokawa (城川町, -chō) und Uwa (宇和町, -chō) des Landkreises Higashiuwa, sowie der Gemeinde Mikame (三瓶町, -chō) des Landkreises Nishiuwa gegründet.

## Verkehr
- Straße:
  - Matsuyama-Autobahn
  - Nationalstraßen 56, 197, 378, 441
- Zug:
  - JR Yosan-Linie: nach Takamatsu oder Uwajima

## Söhne und Töchter der Stadt
- Tsuyoshi Kusanagi, Schauspieler
- Masashi Tanioka (* 2001), Fußballspieler

## Angrenzende Städte und Gemeinden
- Ōzu
- Yawatahama
- Uwajima
- Uchiko